# Кубок ирландской лиги по футболу 2013
Кубок ирландской лиги по футболу 2013 года (англ. League of Ireland Cup 2013) — 40-й розыгрыш Кубка ирландской лиги по футболу.

## Первый раунд
| Дата      | Хозяева           | Счёт              | Гости          |
| --------- | ----------------- | ----------------- | -------------- |
| 2.3.2013  | Мерве Юнайтед     | 2:1               | Кокхилл Селтик |
| 3.3.2013  | Мейо АФЛ          | 1:4               | Фин Харпс      |
| 11.3.2013 | Богемианс         | 2:2 (доп.вр. 1:0) | ЮКД            |
| 11.3.2013 | Атлон Таун        | 0:2               | Лонгфорд Таун  |
| 11.3.2013 | Дандолк           | 1:0               | Шелбурн        |
| 19.3.2013 | Уотерфорд Юнайтед | 2:1               | Ков Рамблерс   |

## Второй раунд
| Дата      | Хозяева        | Счёт              | Гости                |
| --------- | -------------- | ----------------- | -------------------- |
| 20.5.2013 | Лимерик        | 1:1 (по пен. 4:2) | Уотерфорд Юнайтед    |
| 20.5.2013 | Уэксфорд Ютс   | 0:4               | Корк Сити            |
| 20.5.2013 | Фин Харпс      | 1:1 (по пен. 5:6) | Дерри Сити           |
| 20.5.2013 | Слайго Роверс  | 4:0               | Мерве Юнайтед        |
| 20.5.2013 | Богемианс      | 2:2 (доп.вр. 2:0) | Брей Уондерерс       |
| 20.5.2013 | Солтхилл Девон | 1:1 (доп.вр. 1:2) | Сент-Патрикс Атлетик |
| 20.5.2013 | Дроэда Юнайтед | 6:0               | Лонгфорд Таун        |
| 21.5.2013 | Шемрок Роверс  | 1:0               | Дандолк              |

## 1/4 финала
| Дата      | Хозяева        | Счёт              | Гости                |
| --------- | -------------- | ----------------- | -------------------- |
| 1.7.2013  | Дроэда Юнайтед | 3:0               | Корк Сити            |
| 1.7.2013  | Лимерик        | 0:4               | Слайго Роверс        |
| 1.7.2013  | Богемианс      | 0:2               | Дерри Сити           |
| 23.7.2013 | Шемрок Роверс  | 1:1 (доп.вр. 1:0) | Сент-Патрикс Атлетик |

## 1/2 финала
| Дата      | Хозяева       | Счёт | Гости          |
| --------- | ------------- | ---- | -------------- |
| 5.8.2013  | Дерри Сити    | 1:3  | Дроэда Юнайтед |
| 13.8.2013 | Шемрок Роверс | 3:2  | Шемрок Роверс  |

## Финал
| Дата      | Хозяева        | Счёт | Гости         |
| --------- | -------------- | ---- | ------------- |
| 21.9.2013 | Дроэда Юнайтед | 0:2  | Шемрок Роверс |

| Обладатель Кубка ирландской лиги 2013 |
| ------------------------------------- |
| Шемрок Роверс во 2-й раз              |